# Eberholzen
Eberholzen è una frazione del comune tedesco di Sibbesse, in Bassa Sassonia.
Eberholzen è stato un comune autonomo fino al 1º novembre 2016, nell'ambito della comunità amministrativa di Sibbesse.